# Uroplata angulosa
Uroplata angulosa is een keversoort uit de familie bladkevers (Chrysomelidae). De wetenschappelijke naam van de soort werd in 1792 gepubliceerd door Guillaume-Antoine Olivier.